# رؤوس الأولمك الضخمة

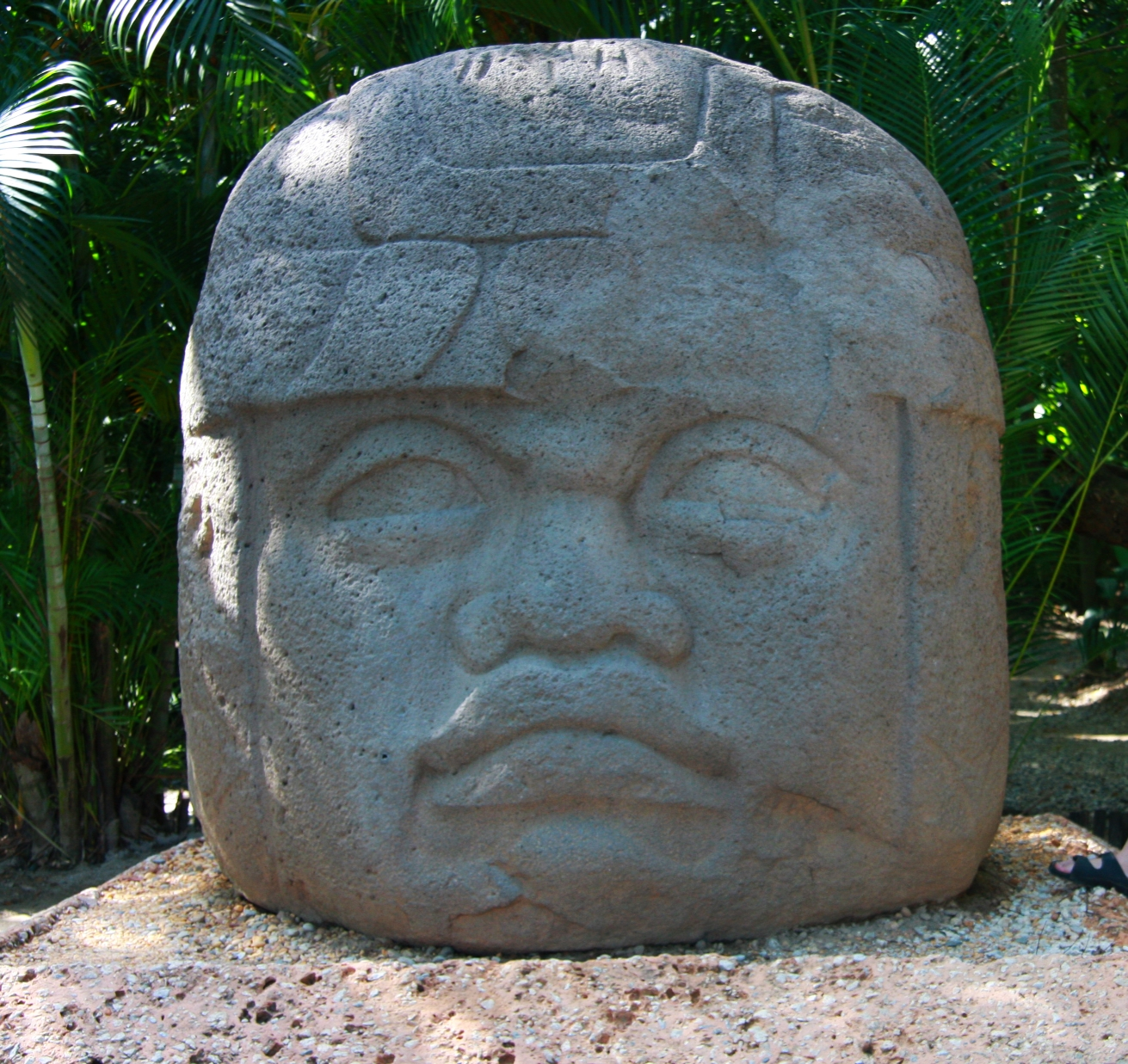
رأس ضخم أولمك

رؤوس الأولمك الضخمة (بالإنجليزية: Olmec colossal heads)‏ هي منحوتات من صخرة واحدة و تمثل رؤوس بشرية مستديرة بأحجام كبيرة. نحتت في من صخور البازلت في حوالي 900 ق.م وهي تمثل الحضارة الأولمكية. هناك 17 رأس أولمك معروفة كلها تمثل بشر ذكور من سن كهول بخدود مدورة و أنوف مفلطحة ذي خصوصية السكان الأصليين في المكسيك ولاية تاباسكو وفاراكروز.